# Arenós (llinatge)
El llinatge dels Arenós era un llinatge valencià d'origen aragonès, descendents del llinatge dels Tarazona.

## Escut d'armes
L'escut d'armes d'Eximén Pérez de Tarazona era en camp d'or, una sabata de sable. Ell i el seu fill Blasco Eximénez d'Arenós canviaren les seves armes, en camp de plata, tres franges blaves ondulades.

## Llista dels Arenós
Branca principal dels Arenós:
- Eximén Pérez de Tarazona, (?, 1266) després anomenat Eximén I Pérez d'Arenós
- Blasco Eximénez d'Arenós "el Major" (?-1273/4) (fill de l'anterior), casat el 1242 amb Alda Fernández Aba-Omahet, filla de Zayd Abu Zayd
- Gonçalbo Eximénez d'Arenós, (?, ~1324) (fill de l'anterior), casat amb Urraca Jordán de la Peña
- Ferrando Eximénez d'Arenós, (germà de l'anterior) el 1303 s'uní a la Companyia Catalana d'Orient organitzada per Roger de Flor
- Pero Jordán d'Arenós, (?, 1325) (fill de l'anterior), casat amb Marquesa López de Rada
- Gonçalbo Díez d'Arenós, (?, 1347/51) (fill de l'anterior), casat amb Johana Cornel
- Violant d'Arenós i Cornel, (filla de l'anterior), casada el 1355 amb Alfons d'Aragó i Foix, duc de Gandia.
- Jaume d'Arenós (?, 1472), rebel durant les bandositats del Regne de València